# Wirwajdy
Wirwajdy (deutsch Warweiden) ist ein Ort in der polnischen Woiwodschaft Ermland-Masuren. Es gehört zur Gmina Ostróda (Landgemeinde Osterode in Ostpreußen) im Powiat Ostródzki (Kreis Osterode in Ostpreußen).

## Geographische Lage
Wirwajdy liegt im Westen der Woiwodschaft Ermland-Masuren, zehn Kilometer südwestlich der Kreisstadt Ostróda (Osterode in Ostpreußen).
|  |

## Geschichte

### Ortsgeschichte
Wirwayden wurde 1539 erstmals erwähnt und in der Zeit um 1785 Warweyden genannt. Am 7. Mai 1874 wurde Warweiden Amtsdorf und damit namensgebend für einen Amtsbezirk, der bis 1945 bestand und zum Kreis Osterode in Ostpreußen im Regierungsbezirk Königsberg (ab 1905: Regierungsbezirk Allenstein) in der preußischen Provinz Ostpreußen gehörte.
Im Jahre 1910 waren in Warweiden 220 Einwohner registriert. Ihre Zahl belief sich 1933 auf 223 und betrug 1939 noch 186.
Als 1945 in Kriegsfolge das gesamte südliche Ostpreußen an Polen fiel, war auch Warweiden davon betroffen. Der Ort erhielt die polnische Namensform „Wirwajdy“ und ist heute mit dem Sitz eines Schulzenamts (polnisch Sołectwo) eine Ortschaft innerhalb der Landgemeinde Ostróda (Osterode i. Ostpr.) im Powiat Ostródzki (Kreis Osterode in Ostpreußen), bis 1998 der Woiwodschaft Olsztyn, seither der Woiwodschaft Ermland-Masuren mit dem Amtssitz in Olsztyn (Allenstein) zugehörig. Im Jahre 2011 zählte Wirwajdy 174 Einwohner.

### Amtsbezirk Warweiden (1874–1945)
Zum Amtsbezirk Warweiden gehörten in der Zeit seines Bestehens:
| Deutscher Name | Polnischer Name |
| -------------- | --------------- |
| Theuernitz     | Turznica        |
| Warweiden      | Wirwajdy        |

## Kirche

### Evangelisch

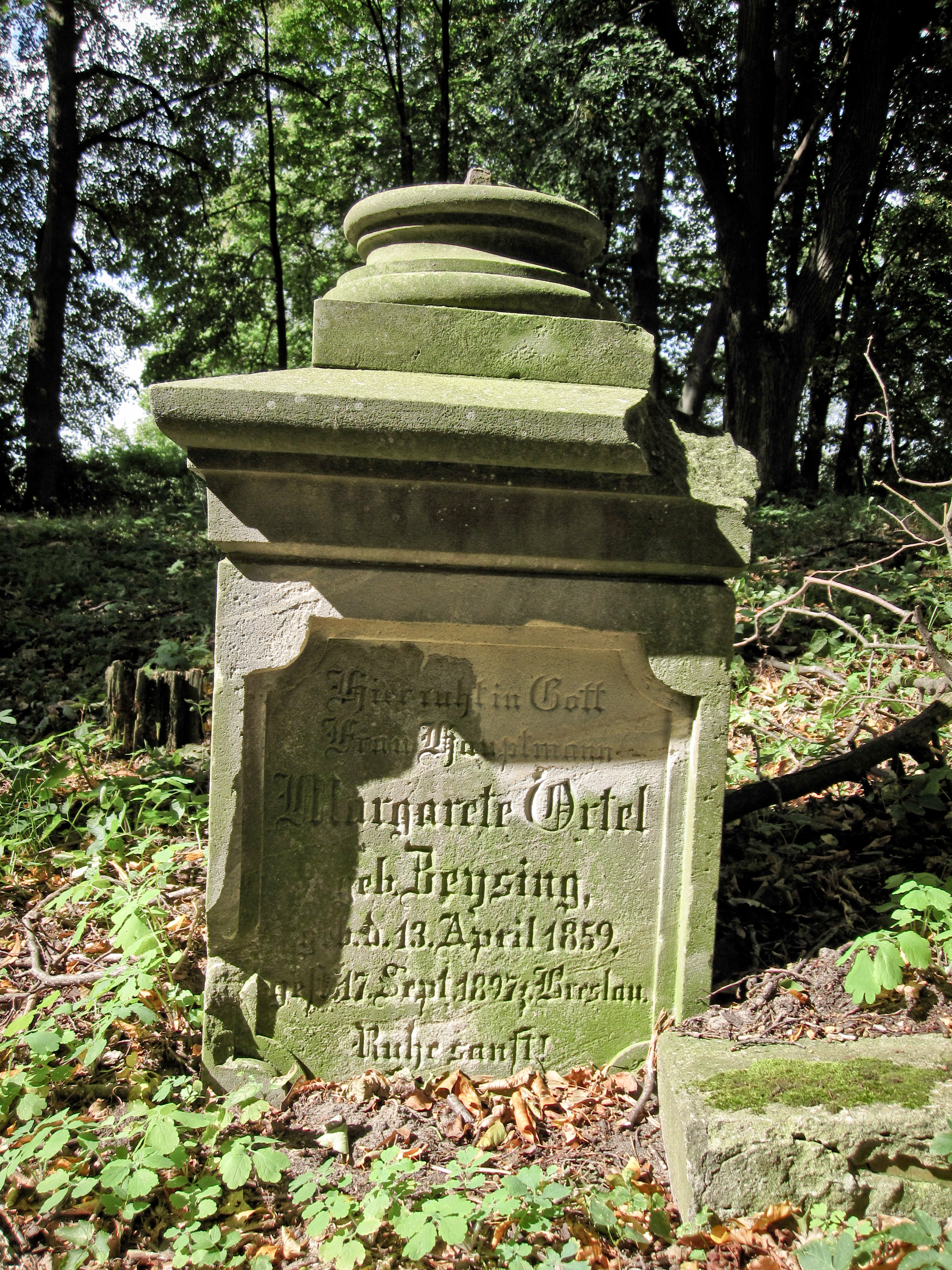
Grabstätte auf dem alten evangelischen Friedhof

Warweiden war bis 1945 in die evangelische Kirche Groß Schmückwalde (polnisch Smykowo) in der Kirchenprovinz Ostpreußen der Kirche der Altpreußischen Union eingegliedert. An diese Zeit erinnert der unter Denkmalschutz stehende und aus dem 19. Jahrhundert stammende alte evangelische Friedhof. Heute in Wirwajdy lebende evangelische Einwohner orientieren sich zur Kirchengemeinde in Ostróda (Osterode i. Ostpr.), die jetzt zur Diözese Masuren der Evangelisch-Augsburgischen Kirche in Polen gehört.

### Römisch-katholisch
Vor 1945 waren die römisch-katholischen Einwohner Warweidens ion die Stadt Osterode eingepfarrt. Jetzt gehört Wirwajdy zur Pfarrei in Tyrowo (Thyrau) im Dekanat Ostróda-Zachód (Osterode-West) im Erzbistum Ermland.

## Schule

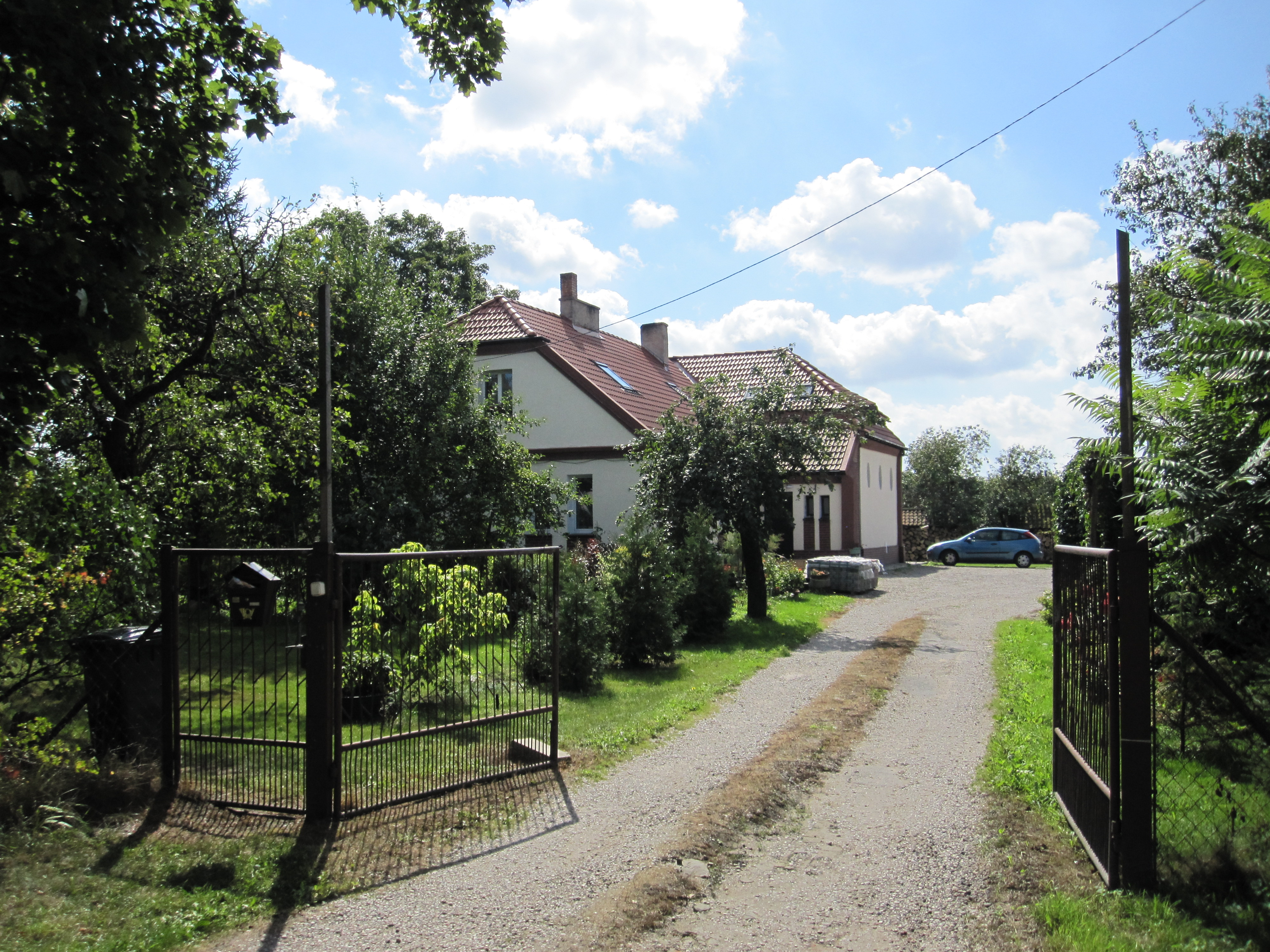
Das Gebäude der ehemaligen Schule

Die Schule in Warweiden wurde bis 1945 einklassig geführt. Die letzten Lehrer waren: Eugen Gnadt (1910–1925) und Johannes Ehmer (1925–1945).

## Verkehr
Wirwajdy liegt an der ehemaligen deutschen Reichsstraße 127 – der heutigen Landesstraße 16, die von Grudziądz (Graudenz) bis nach Ełk (Lyck) und weiter bis zu polnisch-litauischen Staatsgrenze führt. Zwei als Kreisstraßen (polnisch Droga powiatowa (DP)) eingestufte  Verbindungsstraßen enden hier: die von Wilkowo (Wilken) kommende DP 1232N und die von Wygoda (Ruhwalde) herführende DP 1233N.
Die nächste Bahnstation ist Samborowo (Bergfriede, bis 1928 Königlich Bergfriede) an der von Posen kommenden Bahnstrecke Toruń–Tschernjachowsk, die heute nur noch sporadisch in die russische Oblast Kaliningrad führt.